# Virág (keresztnév)
A Virág régi magyar személynév felújítása a Flóra név magyarítására.

## Gyakorisága
Az 1990-es években gyakori név, a 2000-es években a 13-28. leggyakoribb női név.

## Névnapok
- január 8.[2]
- február 10.
- július 29.[2]
- november 24.[2]
- november 26.[2]

## Híres Virágok
- Csapó Virág színésznő
- Dőry Virág színésznő, jelmeztervező
- Erdős Virág költő
- Kiss Virág színésznő, szinkronszínész
- Lődi Virág pedagógus, médiaművész, kritikai pedagógiával és vizuális neveléssel foglalkozó kutató és kurátor
- Móricz Virág, Móricz Zsigmond lánya, életrajzírója
- Németh Virág teniszezőnő
- Pabeschitz Virág régész
- Pásztor Virág énekesnő, ismertebb nevén Noémi Virág
- Vass Virág író